# Цеплице (Малопольское воеводство)
Цепли́це (пол. Cieplice) — село в Польше в сельской гмине Голча Мехувского повета Малопольского воеводства.
Село располагается в 2 км от административного центра гмины села Голча, в 9 км от административного центра повета города Мехув и в 33 км от административного центра воеводства города Краков.
В 1975—1998 годах село входило в состав Краковского воеводства.